# Сокровенные слова
Сокровенные Слова (Kalimát-i-Maknúnih, араб. کلمات مكنونة) — книга Бахауллы, основателя Веры Бахаи, написанная в Багдаде в 1857—1858 году. Эта работа написана частично на арабском и частично на персидском языке.
Сокровенные Слова написаны в виде сборника коротких высказываний (71 на арабском языке и 82 на персидском), в которых, по словам Бахауллы, Бог раскрывает основную суть некоторых духовных истин в краткой форме. Абдул-Баха, сын Бахауллы и уполномоченный толкователь его писаний, советует бахаи читать их каждый день и каждую ночь и применять мудрость сокрытую в Сокровенных Словах в своей повседневной жизни. Он также сказал, что «Сокровенные Слова» являются «сокровищницей божественных тайн» и что «двери тайн» открываются тогда, когда кто-то размышляет над их содержанием.

## История
Существует шиитская мусульманская традиция, называемая «Мушаф Фатима» (араб. مصحف فاطمة), в которой говорится о Фатиме в момент после вознесения её отца Мухаммада. Существует несколько версий этой традиции, но для всех из них характерно, что ангел Джибриль явился ей и утешил её, рассказав ей то, что она впоследствии написала в книге. Согласно одной традиции, это были пророчества. Книга, если она когда-либо была существовала, не сохранилась и ожидалось, что Махди откроет в последние дни.
Бахаи считают, что «Сокровенные Слова» были явлены Бахауллой во исполнение этой традиции. Действительно, Бахаулла изначально озаглавил эту книгу «Книга Фатимы», хотя позже он называл её своим настоящим названием. Этот аспект исполнения пророчества соответствует убеждениям бахаи о том, что предсказания всех мировых религий должны интерпретироваться мистически и метафорически.

## Содержание
Текст «Сокровенных Слов» разделён на две части: арабскую и персидскую. Каждая из них состоит из небольших пронумерованных стихов. На арабском языке их 71, а на персидском — 82.
Каждый стих начинается обращением. Некоторые общие обращения, такие как «О Сын Духа», «О Сын Человеческий» и «О Сын Бытия» повторяются множество раз.
Молитвы бахаи написаны от первого лица (от имени человека), таким образом, что читатель может чувствовать, что он беседует с Богом. Сокровенные Слова же написаны от первого лица (от имени Бога) и читатель чувствует, что Бог говорит с ним.

### Вступление
Бахаулла начинает сборник следующими словами:
«Он есть Слава Преславная! Сие низошло из царства славы, речённое языком могущества и силы, и было явлено Пророкам древности. Мы взяли сокровенную суть сего и облекли её одеянием краткости в знак милости к праведным, дабы стойко держались они Завета Божьего, оправдали жизнию своей доверие Его и обрели самоцвет Божественной добродетели в царстве духа.»

### Некоторые из стихов «Сокровенных Слов»
С арабского:
1. "О сын Духа!
Мой первый совет таков: имей сердце чистое, любящее, светозарное, да достигнешь царствия предвечного, нетленного, бесконечного.
4. «О сын человеческий! Я возлюбил сотворение твоё, посему Я сотворил тебя. Так возлюби же Меня, дабы помянул Я имя твоё и духом жизни исполнил душу твою».
52. «О сын человеческий! Если выпадет тебе на долю благоденствие, не радуйся, а если постигнет тебя унижение, не печалься, ибо и то и другое прейдет и исчезнет навек».
С персидского:
5. «О сын праха!
Истинно говорю Я тебе: Из всех людей самый беспечный тот, кто вступает в праздный спор и хочет возвыситься над братом своим. Скажи: О собратья! Дела, а не слова да будут украшением вашим».
32. «О незнакомец привечаемый!
Свеча сердца твоего зажжена десницей мощи Моей, не загаси её противными ветрами себялюбия и страсти. Исцеление всех твоих недугов — в поминании Меня, не забывай о сем. Сделай любовь Мою своим сокровищем, храни её как зеницу ока и саму жизнь твою».
44. «О приближённый престола Моего! Не внимай злу и не примечай зла, не унижайся, не сокрушайся и не стенай. Не будь злоречив, дабы не услышать тебе злых речей, и не преувеличивай пороки других, дабы собственные пороки твои не показались великими; и не желай никому унижения, дабы твоё унижение не стало явным. Да проживешь дни своей жизни, что короче краткого мига, с непорочным рассудком, незапятнанным сердцем, чистыми помыслами и безгрешной душою, дабы свободно и радостно отбросить сию смертную оболочку, и возвратиться в сокровенный рай, и обитать в бессмертном царстве во веки веков».

### Завершение
После последнего стиха Бахаулла написал:
«Таинственная и чудесная Невеста, сокрытая доселе под покровом речения, ныне явлена милостью Божией и Его божественным благоволением подобно яркому свету, воссиявшему от красоты Возлюбленного. Я свидетельствую, о друзья, что милость излита во всей полноте, довод приведён, доказательство представлено и свидетельство установлено. Да будут зримы отныне плоды усилий ваших на пути отрешения. Ибо божественное благоволение полностью даровано вам и тем, кто суть на небесах и на земле. Всякая хвала да будет Богу, Господу всех миров!»